# سازمان
سازمان مجموعهٔ هدفمندی است که پیرو یک نظام (سیستم) است، و دارای مرزها و حدودی است که آن را از محیط خود جدا می‌سازد. به سازمان کلان و بسیار بزرگ اَبَرسازمان (Supraorganizations) و به سازمان‌های فراتر از مرزهای سنتی، فَراسازمان (Meta-organization) گویند.

## تعریف و ویژگی‌ها
بروس کوئین در کتاب درآمدی به جامعه‌شناسی در فصل ۱۷ صفحه ۳۰۳ دربارهٔ تعریف سازمان می‌نویسد: سازمان‌های رسمی به گروه‌هایی از افراد اطلاق می‌شوند (نه نظام‌هایی از هنجارها و ارزش‌ها) که برای رسیدن به یک هدف بسیار مشخص کوشش‌هایشان را هماهنگ می‌سازند سازمان‌های رسمی معمولاً بزرگ هستند و با قواعد و سلسله‌مراتب مشخصی از اقتدار و مسئولیت می‌باشند اما سازمان‌های غیررسمی عموماً کوچک هستند و هدف‌های مشخصی ندارند یا از روی یک رشته قواعد و عملکردهای دقیق و حساب‌شده‌ای کار نمی‌کنند.
تالکوت پارسونز، در کتاب ساختار و فرایند در جوامع مدرن، می‌گوید: سازمان، واحدی اجتماعی‌ست که عامدانه ساخته و بازسازی شود تا حصول به اهدافی مشخص، ممکن شود. یک سازمان، یک نهاد مستقل است که یک مأموریت خاص دارد و می‌تواند با نیت انتفاعی یا غیرانتفاعی تأسیس شده باشد. یک سازمان، یک ماهیت اجتماعی است که دارای ساختار، اهداف و مرز مشخصی است.

### ویژگی‌های سازمان
- هدف دارد.
- برای هدفش برنامه دارد.
- راهبرد دارد.[۸]
- منابع خود را می‌شناسد و از آن‌ها به‌طور بهینه و هماهنگ استفاده خواهد کرد.[۹]
- وابسته به اطلاعات است.

همچنین یک سازمان دارای ویژگی‌های زیر است:
1. مأموریت یا هدف ویژه‌ای دارد.
2. برای بقا به دیگر سازمان‌ها وابسته است.
3. هیئت حاکمهٔ مستقلی دارد.
4. از بخش‌های مختلف تشکیل شده است.
5. دارای ساختاری فیزیکی و منطقی‌ست.[۱۰]

## کاربرد عملی
سازمان در محیط‌های گوناگون کاربردهای متفاوتی دارد. بنگاه‌های اقتصادی (شرکت‌های بازرگانی)، سازمان‌های دولتی، سازمان‌های غیردولتی و سازمان‌های ائتلافی را نیز می‌توان به عنوان یک سازمان نام برد. حسن خورسند، تحلیلگر اقتصادی، در تعریف سازمان‌های دولتی ایران می‌گوید: «در نظام اداری ایران، سازمان به نهادی دولتی گفته می‌شود که وظایفی تخصصی دارد و بر همین اساس بهتر است که استقلال نسبی داشته باشد تا وظایف تخصصی خود را به‌دور از گرفتاری‌های سیاسی دنبال کند. برای نمونه، سازمان انتقال خون یا سازمان میراث فرهنگی».